# Джульфинський район
Джульфинський район (азерб. Culfa rayonu) — адміністративна одиниця у складі Нахічеванської Автономної Республіки Азербайджану. Адміністративний центр — місто Джульфа.

## Розташування
Джульфинський район межує:
- на півдні — з Ісламською Республікою Іран (по річці Араз);
- на сході — з Ордубадським районом;
- на північному заході — з Шахбузьким районом (по гірських хребтах);
- на півночі — з Вірменією (по гірських хребтах);
- на заході з Бабецьким районом.

## Історія
Статус району було отримано 8 серпня 1930 року.
Через постійне військове напруження між Азербайджаном і Вірменією — на території району постійно перебувають військові частини Збройних сил Азербайджану.

## Географія
Джульфинський район лежить біля підніжжя гір Малого Кавказу, а саме, на схилах Зангезурського гірського хребету. Та друга частина району простяглась на Приазарській низовині та Джульфинській низовині тому рельєф району, низинно-гірський. Над територією району височіють: (Gora Norashen); (Əlincǝ Dağı); (İlandağ); (Əsǝdkef Dağı); (Gora Cholon-Dag); (Gora Nagadzhir); (Darıdağ); (Gora Dzharadzhur); (Gora Choban-Chkhur); (Gora Sevalyam); (Gora Kesham-Dag); (Gora Takh-Chala); (Qaraulxana Dağı); (Göydağ); (Gora Gyavak); (Gora Maparakh)
.
Головна водойма району — річка Араз, водами якої живляться більшість земель району. В районі протікають Алинджачай, Гарадяря та ще кілька малих річок, які підживлюються талими та дощовими водами струмків, що витікають із гір. В районі знаходиться водозабіреня — Бананіярське водосховище, кілька великих озер та наявні численні орошувальні канали.
Клімат в Джульфинському районі сухий, континентальний, з ознаками напівпустельного. Літо буває сухе й спекотне, а зима холодна й суха. Середня температура січня від −10 С до −3 С, липня — від +19 С до +28 С (іноді доходить і вище 35 С). За рік випадає 200–600 мм опадів (дощі, а у високогір'ї — сніг).
Район має багату флору і фауну. Рослинність, в основному, представлена напівпустельними видами. В Шарурському районі можна зустріти: гірського козла, муфлона, вовка, лисицю, зайця, кабана та численні види польових гризунів, а птахів — куріпки, фазан та інші перелітні птахи.

## Економіка
Основу економіки району становить сільське господарство, а саме: рослинництво, скотарство, виноградарство, баштанництво, овочівництво. В горах є придатнгі для промислового використання лісові масиви, в яких ростуть дуб, бук, граб.
На території району є родовища будівельних матеріалів, залежні залізної руди. Район багатий мінеральними водами: Аридагські і Нахаджирські джерела мінеральних вод відомі у світі. На північний схід від Джульфи, на південних схилах Даридага знаходиться однойменне мінеральне джерело, що дає 500.000 літрів багатої різними мінеральними солями води в день. Загалом, в районі налічується більше 40 джерел.
В районі працює: 26 загальноосвітніх шкіл, професійне училище, 6 позашкільних та 2 дошкільних виховних закладів, 30 бібліотек, 37 клубних закладів, 1 музей, 2 дитячі музичні школи, кінотеатр «Алінджа», центральна лікарня, 1 дільнична лікарня, 15 лікарських амбулаторій, 8 фельдшерсько-акушерських пунктів, гігієно-епідеміологічний центр та інші організації.
Через район проходить автомагістраль M-7 Highway яка з'єднує Азербайджан, Іран із Туреччиною. А також територією району прокладена залізнична колія, яка сполучала Нахічевань із Єреваном (після війни — вона мало діюча, і зрідка використовується для військових потреб).

## Історичні пам'ятники
З історичних місцин відомі:
- Комплекс релігійно-культурних пам'яток «Асхабі-Кяхф»,
- Комплекс пам'ятників «Ханагях»
- Історико-культурний заповідник «Гюлюстан»[7].